# Cabestany
Cabestany – miejscowość i gmina we Francji, w regionie Oksytania, w departamencie Pireneje Wschodnie.
Według danych na rok 1990 gminę zamieszkiwały 7513 osoby, a gęstość zaludnienia wynosiła 721 osób/km² (wśród 1545 gmin Langwedocji-Roussillon Cabestany plasuje się na 31. miejscu pod względem liczby ludności, natomiast pod względem powierzchni na miejscu 731.).

## Populacja

Populacja Cabestany w latach 1962–2008